# DNA (BTS)
DNA è un brano musicale del gruppo sudcoreano BTS, pubblicato il 18 settembre 2017 come seconda traccia del quinto EP Love Yourself: Her e utilizzato per la promozione del disco.

## Descrizione
DNA è scritta in re bemolle minore e ha un tempo di 130 battiti per minuto. Appartiene ai generi EDM e dance hip hop, con alcuni elementi di soft rock, ed è caratterizzata da un hook fischiettato e da un loop di chitarra acustica, che aprono il pezzo. Il beat introdotto nella sezione successiva segue uno schema ritmico four-on-the-floor accentato. Nel pre-ritornello, schitarrate in staccato conducono ad un drop EDM, mentre il ritornello utilizza un breakdown strumentale composto da una linea di sintetizzatori crescente-calante sopra la chitarra acustica, accompagnato da voci modificate con l'auto-tune mentre la parola "DNA" viene ripetuta in una cantilena. La canzone include inoltre versi "melodici", armonie vocaliche "più morbide" e rap "aggressivi" da parte dei componenti del gruppo.
In un'intervista con Billboard, il leader dei BTS Rap Monster ha definito DNA "l'espressione di un amore giovane e appassionato", tecnicamente e musicalmente diversa dalle precedenti canzoni del gruppo, e per questo "punto di partenza per un secondo capitolo della nostra carriera". I testi esplorano il tema del destino e dell'amore a prima vista, con versi come "Ti ho riconosciuto a prima vista / come se ci stessimo chiamando a vicenda / Il DNA nelle mie vene mi dice / che sei la persona che stavo cercando". Attingendo da scienza e religione, l'amore viene paragonato ad una formula matematica e alla divina provvidenza. Termini cosmici e immagini figurate approfondiscono ulteriormente il tema dell'amore universale, come "Dal giorno in cui l'universo è nato / nel corso dei secoli infiniti / nelle nostre vite passate e probabilmente anche nella prossima / siamo insieme per l'eternità". Complessivamente, "la canzone descrive l'amore nella sua fase climatica, elevandolo allo stadio paradossale di qualcosa di sia scientifico, sia religioso".
Della canzone, cantata in coreano, è stata pubblicata anche una versione in giapponese all'interno del singolo Mic Drop/DNA/Crystal Snow, uscito il 6 dicembre 2017. Un remix, DNA (Pedal 2 LA Mix), è stato incluso nella raccolta del 2018 Love Yourself: Answer.

## Video musicale
Il video musicale, caricato su YouTube il 18 settembre 2017, è stato prodotto dallo studio Lumpens per la Big Hit Entertainment, e diretto da Choi Yong-seok. Hanno inoltre collaborato alla realizzazione Lee Won-ju come assistente alla regia, Nam Hyun-woo come direttore della fotografia, Song Hyun-suk come tecnico delle luci e Park Jin-sil come direttore artistico. La coreografia è stata ideata da Christopher Martin con Keone e Mari Madrid.
Al contrario di molti dei video musicali dei BTS, DNA è privo di trama e vede invece la boy band esibirsi in set colorati potenziati dalla computer grafica. Si apre con una sequenza ravvicinata di Jungkook da solo che fischietta davanti ad uno sfondo composto da formule chimiche e strutture molecolari, poi il cantante si unisce al resto del gruppo e insieme iniziano a ballare. Il linguaggio figurato è composto da strutture elicoidali e formule molecolari, continuando il legame tra scienza e religione con l'aggiunta di sistemi solari, stelle e simboli celesti, con la band che, in una scena, balla sotto una luna piena. Durante l'ultimo ritornello i BTS mimano la doppia elica del DNA attraverso la coreografia, prendendosi per mano.
Nella sua recensione per Vogue, Monica Kim ha lodato lo stile appariscente degli outfit indossati e il "ballo fluido". Kim Arin del The Korea Herald ha collegato il video musicale al testo della canzone, scrivendo che trasuda "un'energia vibrante e altisonante" dipingendo un amore "in piena fioritura". Alex Rees di Cosmopolitan ha considerato la clip un video "allucinato e divertente" e ha definito la coreografia "assassina". Dopo l'uscita, il video ha ottenuto 21 milioni di visualizzazioni in ventiquattr'ore, diventando il video musicale di un gruppo K-pop più visto in quel lasso di tempo e l'undicesimo globalmente. Superati i 100 milioni di visualizzazioni in 24 giorni, è stato anche il video K-pop più guardato del 2017. Il 1º giugno 2020 è diventato il primo video del gruppo e il terzo di genere K-pop a raggiungere 1 miliardo di visualizzazioni su YouTube. Dal caricamento al 13 novembre 2024 è stato riprodotto 1 miliardo e 600 milioni di volte.

## Esibizioni dal vivo

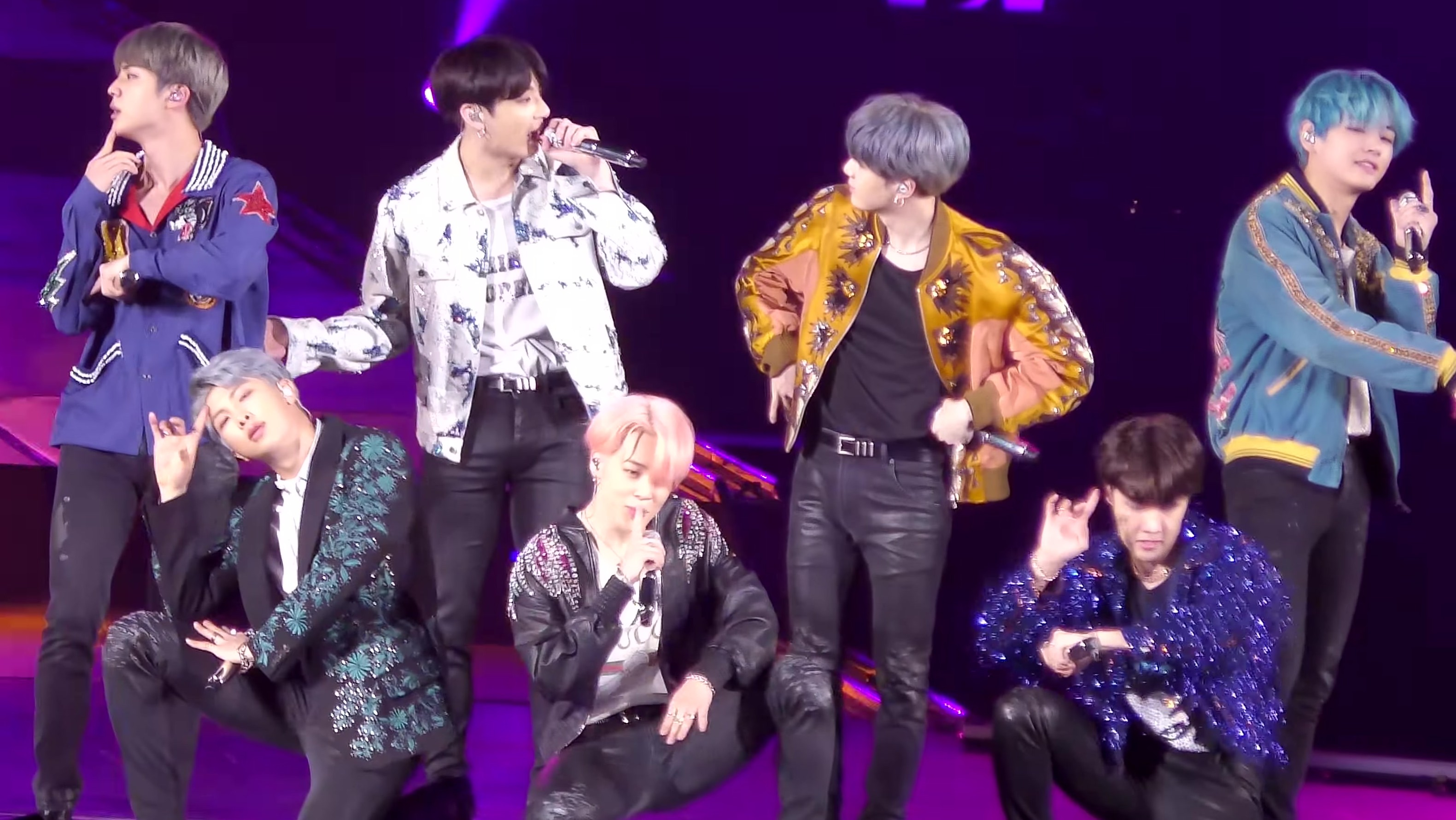
I BTS eseguono DNA durante il tour Love Yourself a Nagoya, 13 gennaio 2019.

Dopo l'uscita di DNA, la boy band si è esibita in svariati programmi musicali sulla televisione coreana, fra cui Music Bank, Inkigayo, The Show, M Countdown e Show Champion, vincendo dieci trofei come miglior canzone della puntata. Il 25 dicembre 2018 hanno portato il pezzo sul palco del festival musicale SBS Gayo Daejeon.
I BTS si sono esibiti con DNA agli American Music Award il 19 novembre 2017, facendo il loro debutto sulla televisione americana. La performance è stata acclamata dai media. Jennifer Drysdale di Entertainment Tonight l'ha definita "energetica" e "sconvolgente" con "alcune delle coreografie più intricate che qualunque boy band pop abbia mai visto." Mary Wang di Vogue ha complimentato "la coreografia peculiarmente serrata", così come Monique Melendez di Spin, che ha inoltre posto l'accento sul "rapido e fantastico gioco di gambe" e sulla "precisa formazione a doppia elica" della band. Maura Johnston di Rolling Stone ha scelto l'esibizione come uno dei momenti migliori della cerimonia, scrivendo: "Le mosse sincronizzate dei BTS e i testi d'amore di DNA danno un po' la sensazione che il loro sia un ritorno al passato all'era di TRL, ma la loro musica lungimirante, che prende in prestito dalle sonorità meticolosamente dettagliate del K-pop e dai beat distanziati dell'hip-hop, li pone davanti al branco pop di fine anni 2010".
Il successivo 30 novembre i BTS hanno cantato il brano al Late Late Show with James Corden, mentre a dicembre è stata trasmessa una loro esibizione pre-registrata durante la Dick Clark's New Year's Rockin' Eve. DNA è stata altresì inclusa nella scaletta del Love Yourself World Tour (2018-19) e riprodotta durante la cerimonia d'apertura delle Olimpiadi invernali 2018.

## Accoglienza
DNA ha ricevuto recensioni generalmente favorevoli dalla critica. Scrivendo per Idolator, Jacques Peterson l'ha descritta come un pezzo "EDM effervescente e zuccheroso", paragonando le chitarre acustiche nella produzione allo stile del DJ svedese Avicii. In un altro pezzo per la stessa testata, Peterson ha lodato "le campane musicali e i fischiettii" che "trascendono completamente le barriere razziali e linguistiche per un sound veramente globale". Kim Do-heon di IZM ha espresso apprezzamento per la produzione "dettagliata", parlando della traccia come di "un momento di picco". Scrivendo per Vulture, Dee Lockett ha definito DNA "uno dei migliori singoli dell'anno" e l'ha inserito tra le otto migliori nuove canzoni della settimana, descrivendolo come "il sound di una boy band diretto in una nuova direzione volta alla dominazione di un miscuglio di generi" e un brano che "riclassifica i BTS scrollandosi interamente di dosso un genere", notando una differenza rispetto a molte delle loro canzoni precedenti. Tamar Herman di Billboard ha apprezzato l'equilibrio di "potenti elementi EDM e armonie più morbide", paragonando il fischiettio iniziale a Kill Em with Kindness (2016) di Selena Gomez. Caitlin Kelley, sempre per Billboard, ha citato la traccia come "uno di quei rari casi in cui la trasmutazione di un artista K-pop delle proprie influenze americane è stata riflessa di ritorno verso gli Stati Uniti a colori pienamente vividi". Il brano è stato inserito dalla rivista alla posizione 49 nella lista delle 100 migliori canzoni del 2017 e alla stessa posizione in quella delle 100 canzoni delle boy band più belle di tutti i tempi pubblicata nel 2018.
Su The Korea Herald, Hong Dam-young ha giudicato che la traccia avesse mostrato una nuova direzione musicale per la band rispetto al suo caratteristico stile hip hop, parlandone come di "un indizio della risoluzione del gruppo a continuare a provare diversi approcci musicali", mentre per Elias Leight di Rolling Stone è "un motivo pop vivacemente strimpellato". Recensendo per The New York Times, Jon Caramanica ha apprezzato i "drop vibranti da musica da discoteca" e paragonato l'introduzione di chitarra a quelle di Shawn Mendes. In un'altra recensione per la stessa testata, Caramanica ha citato la canzone come un "picco pop fluorescente". Taylor Glasby del Clash ha elogiato la traccia, un "tormentone idiosincratico" che "fa suonare un campanello d'allarme". Tamara Fluentes di Seventeen ha apprezzato il brano decretandolo "divertente e contagioso". Chester Chin ha condiviso un punto di vista simile per The Malaysia Star, descrivendo DNA come un "vivave pezzo forte EDM". In una recensione contrastante su Spin, Monique Melendez ha giudicato il pezzo una "anomalia" rispetto alle canzoni precedenti del gruppo, ma ha criticato l'utilizzo dell'auto-tune.
Nel 2021, Melon l'ha scelta come 70ª miglior canzone K-pop pubblicata fino a quel momento, identificandola come "l'apice del fatalismo nell'idol pop e un punto di svolta che ha ampliato la portata delle attività dei BTS". Il 18 marzo 2022, Rolling Stone l'ha inserita in posizione 42 nella lista delle loro 100 canzoni migliori.

## Formazione
Crediti tratti dalle note di copertina di Love Yourself: Answer.
- Jin – voce
- Suga – rap, scrittura
- J-Hope – rap, gang vocal
- Rap Monster – rap, scrittura, gang vocal
- Park Ji-min – voce
- V – voce
- Jeon Jung-kook – voce, ritornello

### Produzione
Versione originale
- "Hitman" Bang – scrittura
- Jung Jae-pil – chitarra
- Jung Woo-young – registrazione
- Kass – scrittura, ritornello, gang vocal, registrazione
- Lee Joo-young – basso
- Lee Shin-sung – ritornello
- Pdogg – produzione, scrittura, sintetizzatore, tastiera, gang vocal, arrangiamento voci e rap, registrazione
- James F. Reynolds – missaggio
- Supreme Boi – scrittura, ritornello, gang vocal, registrazione

Pedal 2 LA Remix
- "Hitman" Bang – produzione, scrittura
- Jung Woo-young – registrazione
- Kass – scrittura, ritornello, gang vocal, registrazione
- Lee Joo-young – basso
- Lee Shin-sung – ritornello
- Lee Tae-wook – chitarra
- Park Jin-se – missaggio
- Pdogg – scrittura, gang vocal, arrangiamento voci e rap, registrazione
- Slow Rabbit – produzione, tastiera, sintetizzatore
- Supreme Boi – scrittura, ritornello, gang vocal, registrazione

Demo
- Ghstloop – editing digitale
- J-Hope – scrittura, controcanto, arrangiamento voci e rap, registrazione
- Jung Woo-young – missaggio
- Pdogg – produzione, scrittura, tastiera, sintetizzatore

## Successo commerciale
DNA ha debuttato al secondo posto nella classifica settimanale sudcoreana, raccogliendo 224.178 download in tale finestra temporale. A febbraio 2019, ha venduto oltre 2,5 milioni di unità digitali nel Paese.
Negli Stati Uniti ha esordito alla posizione 85 della Billboard Hot 100 uscita il 21 settembre 2017, diventando la loro prima canzone a entrare in tale classifica. La settimana seguente è salita 67ª, superando il record per la posizione più alta raggiunta da un gruppo K-pop, stabilito dalle Wonder Girls alla posizione 76. Il 9 febbraio 2018 è stata certificata Oro dalla Recording Industry Association of America (RIAA) per aver accumulato 500.000 unità equivalenti a traccia. DNA ha segnato inoltre il primo ingresso dei BTS nella UK Singles Chart, in posizione 90.

## Classifiche

### Classifiche settimanali
| Classifica (2017) | Posizione massima |
| ----------------- | ----------------- |
| Australia         | 99                |
| Canada            | 47                |
| Corea del Sud     | 2                 |
| Filippine         | 8                 |
| Francia           | 76                |
| Malaysia          | 6                 |
| Regno Unito       | 90                |
| Slovacchia        | 92                |
| Stati Uniti       | 67                |

### Classifiche di fine anno
| Classifica           | Posizione |
| -------------------- | --------- |
| Corea del Sud (2017) | 13        |
| Corea del Sud (2018) | 22        |

## Riconoscimenti
- Korean Music Award[82]
  - 2018 – Candidatura Canzone dell'anno
  - 2018 – Candidatura Miglior canzone pop
- Melon Music Award
  - 2017 – Candidatura Migliore coreografia[83]
  - 2017 – Miglior video musicale[84]
- Melon Popularity Award[85]
  - Premio popolarità settimanale (2, 9, 16, 23 e 30 ottobre 2017)
- Mnet Asian Music Award
  - 2017 – Candidatura Scelta dei fan globali[86]
  - 2017 – Candidatura Miglior performance di ballo, gruppi maschili[87]
  - 2017 – Candidatura Canzone dell'anno[88]
- Radio Disney Music Awards[89]
  - 2018 – Miglior canzone che fa sorridere
- Soompi Award[90]
  - 2018 – Canzone dell'anno
  - 2018 – Video dell'anno
  - 2018 – Miglior coreografia

### Premi dei programmi musicali
- The Show
  - 26 settembre 2017[91]
- Show Champion
  - 27 settembre 2017[36]
- M Countdown
  - 28 settembre 2017[37]
  - 5 ottobre 2017[92]
- Music Bank
  - 29 settembre 2017[93]
  - 6 ottobre 2017[94]
  - 13 ottobre 2017[95]
- Inkigayo
  - 1 ottobre 2017[96]
  - 8 ottobre 2017[97]
  - 15 ottobre 2017[98]

### Guinness dei primati
Record passato, in seguito infranto da un'altra canzone.
| Anno | Primato                                                      | Fonti  |
| ---- | ------------------------------------------------------------ | ------ |
| 2017 | Video musicale di un gruppo K-pop più visto online in 24 ore | [ 27 ] |